# Копривница (Какањ)
Копривница је насељено мјесто у Босни и Херцеговини, у општини Какањ, које административно припада Федерацији Босне и Херцеговине. Према попису становништва из 2013. у насељу је живјело 243 становника.

## Становништво
| Демографија | Демографија | Демографија |
| Година      | Становника  | Становника  |
| ----------- | ----------- | ----------- |
| 1971.       | 450         |             |
| 1981.       | 424         |             |
| 1991.       | 266         |             |
| 2013.       | 243         |             |